# غليكاراميد
غليكاراميد هو مركب ذو تأثير خافض لسكر الدم. تركيبه يصنف ضمن صنف سلفونيليوريا. أما فاعليته فهي مشابهة لفاعلية غليبنكلاميد حيث يحتوي على مجموعة أسيل حلقي تستبدل مجموعة 2-ميثوكسي-5-كلوروبنزيل في غليبنكلاميد.